# Dels deures
Dels deures (en llatí: De officiis) és una obra filosòfica que va ser escrita per Marc Tul·li Ciceró l'any 44 aC i traduïda al català per Eduard Valentí els anys 1938 i 1946. Aquesta obra parla sobre els deures que cada home ha de dur a terme com a membre de l'Estat. És un tractat de filosofia ètica que parla sobre l'acció social i política escrita en forma de diàleg. L'obra De officiis es complementa amb dues altres obres de Ciceró titulades De re publica i De Legibus. Aquestes tres obres juntes tenien com ha finalitat orientar en la formació espiritual del seu poble per així poder regenerar i educar tots els ciutadans romans. Ciceró va dedicar el tractat De officiis al seu fill Marc, el qual també era un estudiós de la filosofia.

## Context
Ciceró va escriure el De Officiis a 62 anys, poc després de la mort de Juli Cèsar (15 de març del 44 aC). Durant l'any 44 aC. Ciceró encara participava en la política per evitar que la república romana fos enderrocada, no obstant, malgrat els seus intents la república va acabar essent diluïda. Poc temps després de la mort de Cèsar i que finalitzés el De officiis, Ciceró va ser assassinat el 7 de desembre del 43 aC.

## Estructura
De officiis està dividit en tres llibres:
- Llibre I: tracta sobre l'honorable dels nostres actes en relació als comportaments morals vàlids establerts. Aquests comportaments morals es desenvolupen en quatre virtuts: la saviesa, la justícia, la moderació i la magnanimitat. Fa una reflexió sobre el que és moralment bo i el que és viure segons les aptituds posades en nosaltres per naturalesa.
- Llibre II: detalla el que ens és útil en la vida. Exposa les raons per les quals va decidir dedicar-se a la filosofia. Reconeix la importància de la cooperació, ja que els propòsits només es poden aconseguir amb l'ajuda d'altres homes. També explica com aconseguir la benevolència.
- Llibre III: parla sobre el conflicte entre útil i honorable. Ciceró tracta diverses virtuts, però se centrarà en la justícia i la saviesa. Explica que fer mal als altres en benefici propi va contra la naturalesa i provoca la destrucció de la societat. Per evitar la destrucció de la societat cal ajudar tots els homes, i aquests tenen el deure de respectar els acords, les promeses i actuar en bona fe. Ciceró acaba el llibre III amb una declaració sobre la degradació moral de la seva època.

## Temes i continguts
Aquesta obra realça les virtuts romanes. De officiis intenta ensenyar als ciutadans la consciència de la rectitud i del compliment del deure d'una manera racional i conscient. Conté un conjunt de normes morals inspirades en un profund sentit de la humanitat, on presentava un tipus de ciutadà antic i nou forjat amb les més selectes facultats humanes. Amb aquestes noves facultats el ciutadà romà adquiria el sentit de la dignitat personal actuant sempre amb decència, que és un reflex de la virtut, la qual és un fonament dels nostres deures.

## Llegat
Sant Ambròs de Milà declarà l'obra De officiis legítima perquè els cristians l'utilitzessin com a guia de vida, encara que aquesta no fos una obra cristiana. L'Església explorava la filosofia grega a través de les obres traduïdes de Ciceró.
Hi ha unes 700 còpies manuscrites de l'obra De Officiis que es troben a biblioteques de tot el món. Després de la invenció de la impremta, De officiis va ser el segon llibre més imprès. En el segle xvii De officiis va ser un text molt llegit en les escoles angleses de Westminster i Eton, i també en les universitats de Cambridge i Oxford.